# Stacja lutownicza
Stacja lutownicza – urządzenie składające się z lutownicy oraz panelu sterowania służącego do regulacji temperatury lutowania.

## Zasada działania
Regulacja temperatury może odbywać się poprzez:
- regulacja mocy lutowania
- termostat załączający i wyłączający nagrzewanie
- termopara podłączona do mikroprocesora

## Podział
Stacje lutownicze możemy podzielić ze względu na:
1. Sposób regulowania temperatury:
  - cyfrowe-oparte na mikroprocesorze
  - analogowe-oparte na analogowych regulatorach temperatury
2. Sposób przekazywania ciepła
  - Grzałkowe
  - Na gorące powietrze (tzw. Hot-Air)